# レゾヴォ川
レゾヴォ川（ブルガリア語: Резовска река、トルコ語: Mutludere）とは、ブルガリア南東端とトルコ最北部を流れる河川である。ブルガリア内のストランジャ自然公園の内側を流れている。最大の支流はヴェリカ川である。
レゾヴォ川の全長は112kmで、水源はストランジャ山脈のトルコ側、コフチャズの東部にある。川はおおむね東に向かって流れていき、黒海への河口であるレゾヴォの町までブルガリア・トルコの国境河川となり、河口はブルガリアの黒海沿岸部の最南端、トルコの黒海沿岸部の最北端に位置し、ブルガリアの南東端、東トラキア地方の北東端でもある。レゾヴォ川の流域面積は739km2以上あり、うち555km2がトルコ、184km2がブルガリアに属する。
二国の境界となるレゾヴォ川の河口を巡ってブルガリアとトルコの間に小規模な衝突が起きていたが、1990年代に紛争は解決された。1992年5月6日の両国の合意の結果、ブルガリアは大陸棚の水域と引き換えにレゾヴォ湾の数平方キロメートルの陸地を獲得し、1998年に条約を批准した。